# Juliaan Haest
Juliaan Jozef Maria Haest (Kontich, 9 mei 1912 - Wilsele, 19 december 1984) was een Vlaams journalist en auteur.

## Biografie
Haest studeerde aan de normaalschool van Antwerpen en Mechelen en ging in 1932 aan de slag als onderwijzer in Mortsel. In 1945 verliet hij het onderwijs om hoofdredacteur het weekblad Ons Volk te vervoegen. In 1948 startte hij als redactiesecretaris van De Boer, het weekblad van de Boerenbond, en gelijktijdig hoofdredacteur van B.B.-Schakel, het personeelsblad van de Boerenbond. Hij bleef als landbouwjournalist actief in deze hoedanigheden tot zijn pensionering in 1977. Haest was ook medestichter en de eerste nationale secretaris van de Belgische Vereniging van Landbouwjournalisten.
Naast zijn journalistieke carrière was hij ook auteur van enkele jeugdboeken, dichtbundels en monografieën van Vlaamse dichters.
Hij overleed in 1984 op 72-jarige leeftijd.
In Wilsele, waar hij woonachtig was, werd hij bedacht met een straatnaam, de Juliaan Haestweg. In deze gemeente was hij voorzitter van de Gemeentelijke Kulturele Raad.